# 14684 Reyes
14684 Reyes è un asteroide della fascia principale. Scoperto nel 1999, presenta un'orbita caratterizzata da un semiasse maggiore pari a 2,3539264 UA e da un'eccentricità di 0,2140432, inclinata di 3,26201° rispetto all'eclittica.